# インヴィンシブル 栄光へのタッチダウン
『インヴィンシブル 栄光へのタッチダウン』（インヴィンシブル えいこうへのタッチダウン、Invincible）は、2006年のアメリカ合衆国の伝記映画。
監督はエリクソン・コア、出演はマーク・ウォールバーグとグレッグ・キニアなど。
30歳にしてNFLのプロ・アメリカンフットボール選手となったヴィンス・パパーリの実話に基づいて製作された映画。
日本では劇場未公開だが、2007年3月21日にDVDが発売された。

## ストーリー
不況に苦しむ1976年のフィラデルフィア。臨時教師としての職を失い、バーテンダーのアルバイトでなんとか生計を立てていたヴィンス・パパーリの唯一の楽しみは昔からの仲間とアメフトに興じること。しかし、そんなヴィンスに愛想を尽かした妻は「無職で貧乏な駄目男」と罵る言葉を書き残し、家を出て行く。
一方、フィラデルフィア・イーグルスのヘッドコーチに就任したディック・ヴァーミールは、不振のチームを立て直すため、オープン（誰でも参加可）な入団テストを行うことにする。
傷心のヴィンスに周りの友人らは入団テストを受けてみるように言うが、既に30歳で、しかも正式にプレイしていたのは高校時代の1年間だけのヴィンスは自信もなく、乗り気ではない。しかし、父親から「今回は見送れ、人生に期待し過ぎるな」と言われたことで逆にテストを受けることにする。イーグルスファンなどが数多く参加したテストにプロとして使えそうな者はいなかったが、ヴィンスの足の速さに注目したヴァーミールは、ヴィンスをキャンプに参加させることにする。
入団テストに合格したヴィンスは一夜にして地元の有名人となるが、当のヴィンスは「どうせすぐにクビになる」と考え、浮かれることはない。周りの選手たちの中で浮いた存在であることに戸惑いつつも、ヴィンスは何とかキャンプを乗り切るが、全く活躍できないままプレシーズンを終える。そんなヴィンスをコーチらが切り捨てようとする中、ヴァーミールの強い後押しで、ヴィンスは正式にイーグルスの選手となる。それでも、ヴィンスはなかなか期待通りの活躍ができない。
そんなある日、昔の仲間とアメフトを楽しむ中で自信を取り戻したヴィンスは次の試合で目覚ましい活躍をする。そして奇跡的なタッチダウンを決め、チームを勝利に導く。
その後1978年までの3シーズン、イーグルスに在籍したヴィンスは今、妻となったジャネットと子供2人の4人でニュージャージーで暮らしている。

### 事実との違い
- 映画ではパパーリがアメフト選手として正式にプレイした経験が高校時代の1年間だけとしているが、NFLに入団する直前の2年間は、1974年と1975年にだけ存在したプロフットボールリーグでプレイし、イーグルスと本拠地を同じくするチームのスター選手だった。
- パパーリが実際に受けた入団テストは招待選手のみに許されたものであり、映画で描かれているような一般市民が誰でも参加できるようなものではなかった。

## キャスト
ヴィンス・パパーリ
演 - マーク・ウォールバーグ、日本語吹替 - 小山力也
バーテンダーとして働く元臨時教師。フィラデルフィア・イーグルスの大ファン。
ディック・ヴァーミール
演 - グレッグ・キニア、日本語吹替 - てらそままさき
イーグルスのヘッドコーチ。ローズボウルでUCLAを勝利に導いた実績がある。パパーリに期待をかける。
ジャネット・キャントレル
演 - エリザベス・バンクス、日本語吹替 - 岡本麻弥
ヴィンスと同じバーで働く女性。ニューヨーク・ジャイアンツの大ファン。ヴィンスと惹かれ合う。
フランク・パパーリ
演 - ケヴィン・コンウェイ
ヴィンスの父親。病弱だったヴィンスの母親の治療費を稼ぐためにヴィンスの子供時代は働きづめだった。
マックス・キャントレル
演 - マイケル・リスポリ、日本語吹替 - 宗矢樹頼
ヴィンスが働くバーの主人。ヴィンスの親友。ジャネットのいとこ。
トミー
演 - カーク・アセヴェド、日本語吹替 - 土田大
ヴィンスの親友。
※「日本語吹替」はDVD版の声優。

## 作品の評価
Rotten Tomatoesによれば、批評家の一致した見解は「舞台となっているサウス・フィリーの厳しい環境と同じくらいシンプル且つ本物である『インヴィンシブル 栄光へのタッチダウン』は、スポーツへの情熱が詰まった、高揚感と心のこもったメッセージを送っており、見逃せない作品である。」であり、136件の評論のうち高評価は72%にあたる98件で、平均して10点満点中6.50点を得ている。
Metacriticによれば、28件の評論のうち、高評価は18件、賛否混在は10件、低評価はなく、平均して100点満点中63点を得ている。